# Per Insulander
Per Ivar Gustaf Edvard Insulander, född den 1 december 1927 i Stockholm, död där den 13 januari 2020, var en svensk sjömilitär. Han var son till Nils Insulander.
Insulander avlade studentexamen 1946 och sjöofficersexamen 1949. Han blev fänrik vid flottan sistnämnda år och löjtnant 1951. Insulander befordrades till kapten 1961, till kommendörkapten av andra graden 1966, till kommendörkapten av första graden 1969 och till kommendör 1981. Han blev chef för Värnpliktskontoret för marinen sistnämnda år, vilket han förblev till sin pensionering. Insulander invaldes som ledamot av Örlogsmannasällskapet 1973. Han blev riddare av Svärdsorden 1967. Insulander vilar på Norra begravningsplatsen utanför Stockholm.